# Walter M-337

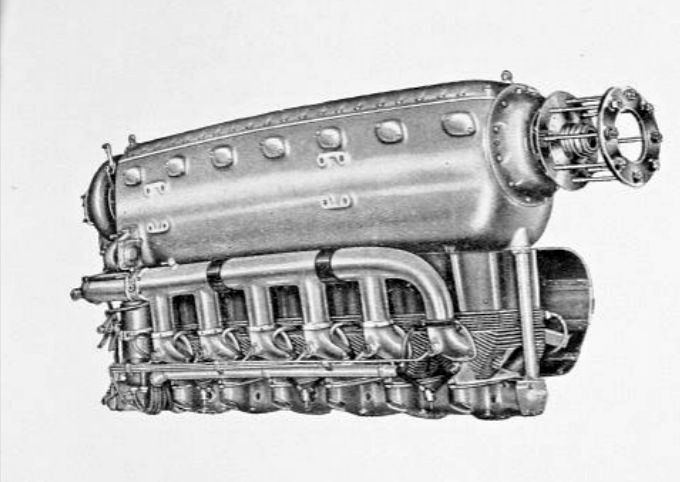
Walter M-337 (1959)

Walter M-337 (Minor Sh) byly šestiválcové invertní řadové vzduchem chlazené letecké motory, vyvinuté pod vedením ing. Bohuslava Šimůnka v roce 1959. Jsou přímým následovníkem motoru Walter Minor 6-III a větším bratrem čtyřválcového motoru Walter M-332 (1956). Motor byl vyráběn v letech 1959–1964 n.p. Motorlet, Závody Jana Švermy v Praze-Jinonicích.

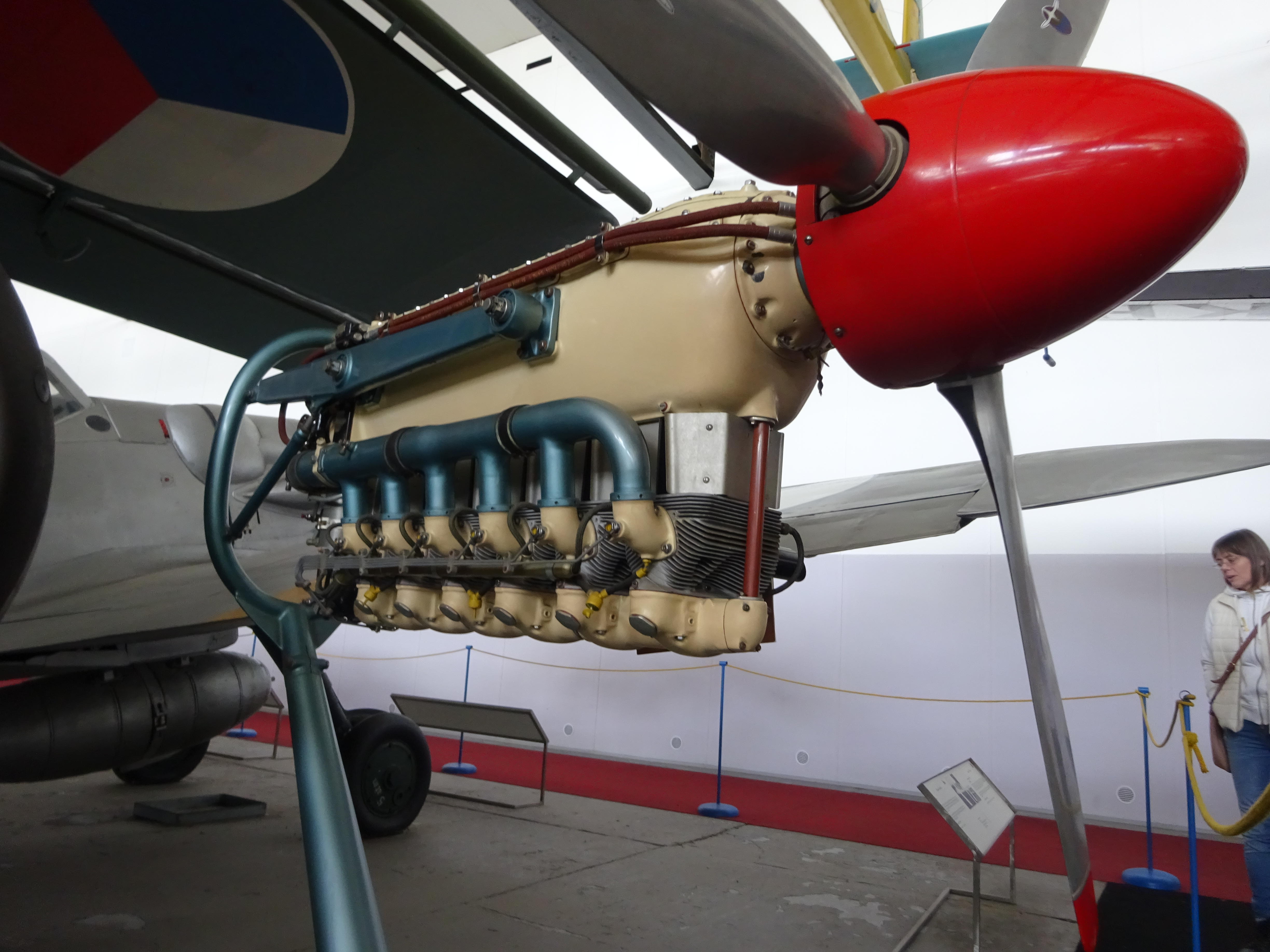
Walter M-337, LM Kbely (2023)

## Vznik a vývoj
Modernizaci motoru Walter Minor 6-III, kterou ing. Šimůnek v Jinonicích dokončil koncem 50. let, byl motor označovaný jako M-337 (1959), jehož vývoj byl zahájen v roce 1956. Homologace motoru byla úspěšně provedena v roce 1959.
Walter M-337 (Minor Sh, též M337-Sh) byl vybaven kompresorem a nízkotlakým vstřikováním paliva před sací ventily (typ Yh) o vzletovém výkonu 154 kW/210 k při 2750 ot/min. Verze M-337 využívala 8 patentů ing. Šimůnka, které byly schváleny (1947–1959) a chráněny Patentovým úřadem v Praze. Úpravami Minoru 6-III při prakticky stejné hmotnosti byl zvýšen s vypínatelným kompresorem výkon ze 160 k na 210 k. Motor byl doplněn hydraulickým čerpadlem pro ovládání podvozku a přistávacích klapek.

## Popis motoru
Typ M-337 byl vzduchem chlazený levotočivý tažný řadový zážehový motor s čtyřdobým pracovním cyklem se 6 válci v řadě s invertním uspořádáním. Přeplňovaný vypínatelným odstředivým mechanickým kompresorem s nízkotlakým sekvenčním vstřikováním paliva do prostoru sacího ventilu. Rozvod ventilů je proveden s vačkovým hřídelem uloženým ve vačkových skříních upevněných na hlavách válců s rozvodem 1 x OHC (jeden sací a jeden výfukový ventil na válec, výfukový ventil byl chlazený sodíkem). Olejový systém motoru byl tlakový, oběžný se suchou skříní s olejovou nádrží napojenou na olejový oběh motoru hadicemi. Vrtule se připevňovala prostřednictvím příruby na kuželový konec klikového hřídele.
Kliková skříň byla odlita z hořčíkové slitiny (elektron), z chromvanadiové oceli Poldi byl vykován klikový hřídel, měl 7 kluzných ložisek z olovnatého bronzu a 1 kuličkové ložisko. Čepy a válce z výkovků byly nitridovány, ojnice a písty byly vykovány z hliníkové slitiny, odlitá hlava válců ze slitiny hliníku byla snímatelná, rozvod OHC s nitridovanými zvedacími tyčinkami, tlakové mazání oběžné se suchou skříní. Pro dodávku oleje do vrtule V-500 byl hřídel vrtaný. Vrtule V-503 již dodávku tlakového oleje nepotřebovala.
Po úspěšné státní zkoušce byla v roce 1959 zahájena sériová výroba posledního šestiválcového invertního vzduchem chlazeného pístového motoru, Walter M-337 s vyšším vzletovým 210 k/154 kW a jmenovitým výkonem 170 k/125 kW, s vypínatelným kompresorem a s nepřímým vstřikováním paliva. Na tomto motoru byly využito celkem 8 patentů ing. B. Šimůnka (CS 76219 , CS 77523, CS 79572, CS 80021, CS 82317, CS 89934, CS 94425 a CS 102610). Kompresor prodloužil délku motoru na 1 344 mm. Tyto motory byly úspěšně jak u tuzemských, tak i u zahraničních aplikací. Nejvíce těchto motorů bylo aplikováno na sklonku 50. let u letounu Let L-200 Morava.
Převážná většina dílů šestiválcového motoru Minor Sh byla společná se čtyřválcovým motorem Walter M-332 (Minor Sc).

Walter M-337 (štítek výrobce)

Jinonická továrna stále měla registrovánu ochrannou známku Walter, ale koncem 50. a začátkem 60. let ji pro označování motorů nepoužívala. V letech 1957-1966 podnik nesl název Závody Jana Švermy Jinonice, národní podnik. Tak byl výrobce označován i na štítcích motorů (viz přiložené foto). To ovšem přinášelo problémy u zahraničních odběratelů např. letounů Let L-200 Morava. Dokonce snad u provozovaných letounů v Jižní Americe tyto štítky musely být vyměněny, protože označení Závody Jana Švermy Jinonice, národní podnik nikomu nic neříkalo (stejně s podobnými názvy neuspěly Závody Wilhelma Piecka (ČKD Naftové motory), Závody Vladimíra Iljiče Lenina (Škoda Plzeň), Závody Jiřího Dimitrova (Avia) atp.). Docházelo i k "žertovným" omylům z hlediska dislokace výrobce, protože Závody Jany Švermy existovaly i v Brně (Zbrojovka), která toto označení nesla v letech 1954 – 68. Rovněž nebylo možné vyhovět přání některých importérů k osobnímu setkání s panem majitelem Švermou. 
Motorů M-337 bylo vyrobeno 1147 kusů. Celkem v řadách Minor 6 a M-337 to bylo 2655 motorů. Motor Walter M337-Sh je vystaven mj. v Leteckém muzeu Kbely a v Leteckém muzeu v Kunovicích. Exponáty jsou zapsány v Centrální evidenci sbírek Ministerstva kultury České republiky.

## Další vývoj po roce 1964
Po roce 1964, co se firma Walter soustředila pouze na vývoj a výrobu proudových (M701) a turbovrtulových motorů (M601, M602), byla výroba pístových motorů včetně konstrukční skupiny ing. B. Šimůnka převedena do společnosti Avia v Praze 9 – Letňanech (tehdy Automobilové závody n.p.), která motory M-337 vyráběla pod názvem Avia M–337. Ale ani v tomto podniku výroba nevydržela, po téměř 30 letech je výroba opět přemístěna. Proces delimitace do LOM Praha s.p. byl ukončen v roce 1992. Od tohoto roku se LOM PRAHA s.p. stal hlavním projektantem invertních pístových motorů s výhledem pokračovat ve vývoji a sériové výrobě motorů a náhradních dílů.
V první polovině 90. let byla převzata výroba šestiválcového motoru typu M137A (bez kompresoru) s pevnou nebo stavitelnou vrtulí a M337A/M337 AK pro akrobacii. Další etapu vývoje motorů LOM představovalo zvýšení výkonu aktuálně vyráběných motorů jako přímý požadavek trhu. Byla zvolena cesta zvýšení otáček na všech provozních režimech o 10 %, které přinesly nárůst výkonu  o +19 kW/25 k (zvýšený výkon na 173 kW/235 k) u šestiválcového motoru typu M337B na vzletovém režimu. Využitelná provozní doba se zapojeným kompresorem byla prodloužena. Motorům modelu B byly uděleny typové certifikáty v roce 2000. Speciální varianty M-337AK a M-337BK měly upraveny systémy mazání, což umožňovalo v podstatě neomezený let v obrácené poloze (na zádech) při letecké akrobacii.
Poslední a vrcholnou etapu dosaženého vývoje pak představují motory typu M337C, které se liší od modelů B dalším zvýšením výkonu o +12 kW/17 k (185 kW/252 k). Od roku 1992 do roku 2002 bylo v LOM vyrobeno 98 ks šestiválcových motorů různých modelů. LOM Praha s.p. tyto motory zavedené do výroby v roce 1934 vyrábí a repasuje – po zmíněných modifikacích – i v 21. století po téměř 90 letech od jejich vzniku. Pro motory M 337B a M 337C bylo uděleno typové osvědčení Úřadem pro civilní letectví v prosinci 2000.

## Varianty
Walter/Motorlet Praha-Jinonice (1936–1964)
- Minor 6-I, Minor 6-II, Minor 6-III, Minor 6-III-S, M337-Sh

Avia (Automobilové závody n.p., Avia s.p., Avia a.s.) Praha-Letňany (1964–1992)
- Avia M337/M337A/M337AK, Avia M437, Avia M338, Avia M137A/M137AZ

LOM PRAHA s.p. (1992–dosud)
- M137A/AZ, M337A/AK/B/C

## Použití
- Let L-200 Morava A, D
- IAR-818 (Industria Aeronautică Română)
- Moravan Z-135
- Zlín Z-42, M, MU
- Zlín Z-142, C, CAF
- Zlín Z-43
- Zlín Trenér (Z-226M, Z-326 Trenér Master, Z-326A, M, MR; Z-526, A, AS, F, AF, FI, AFM; Z-726, K))
- Orličan L-140 (projekt)

## Galerie

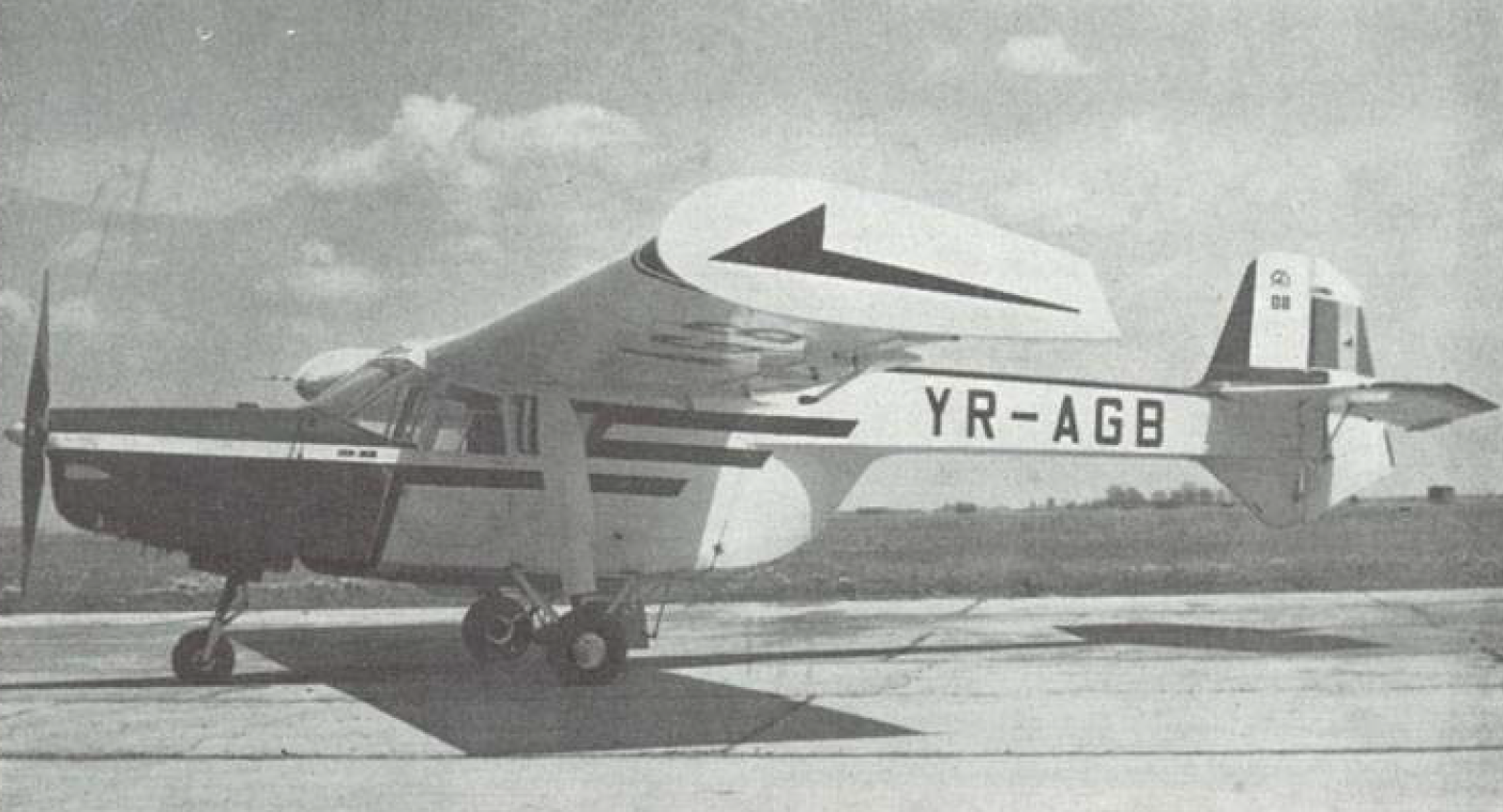
IAR 818 (1960)
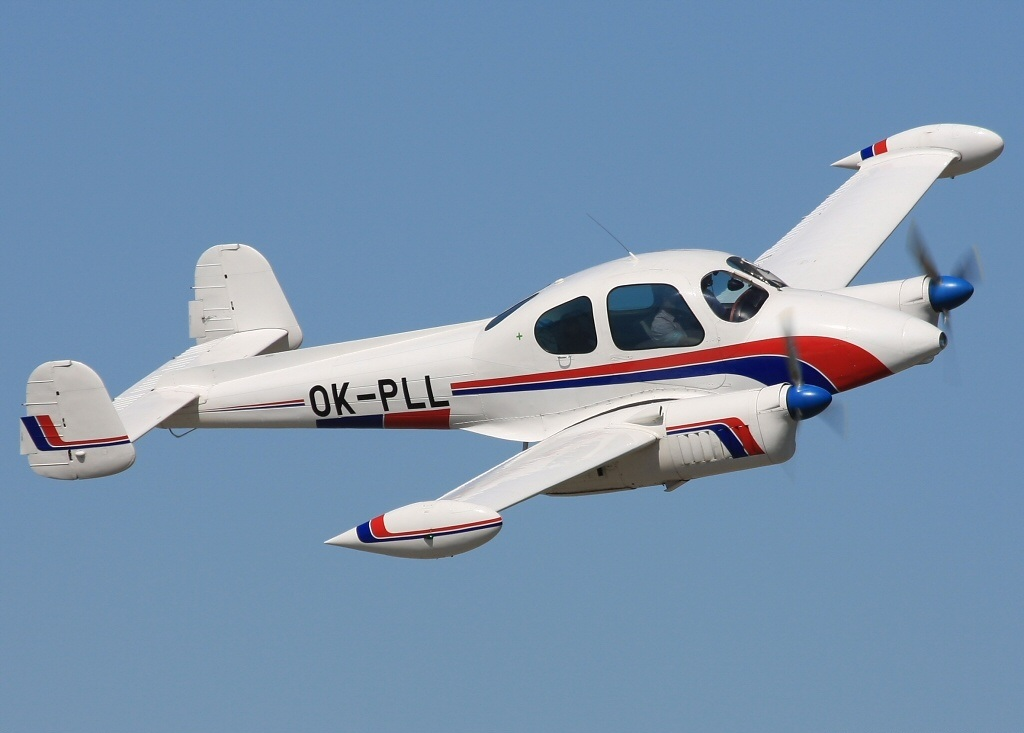
Let L-200D Morava
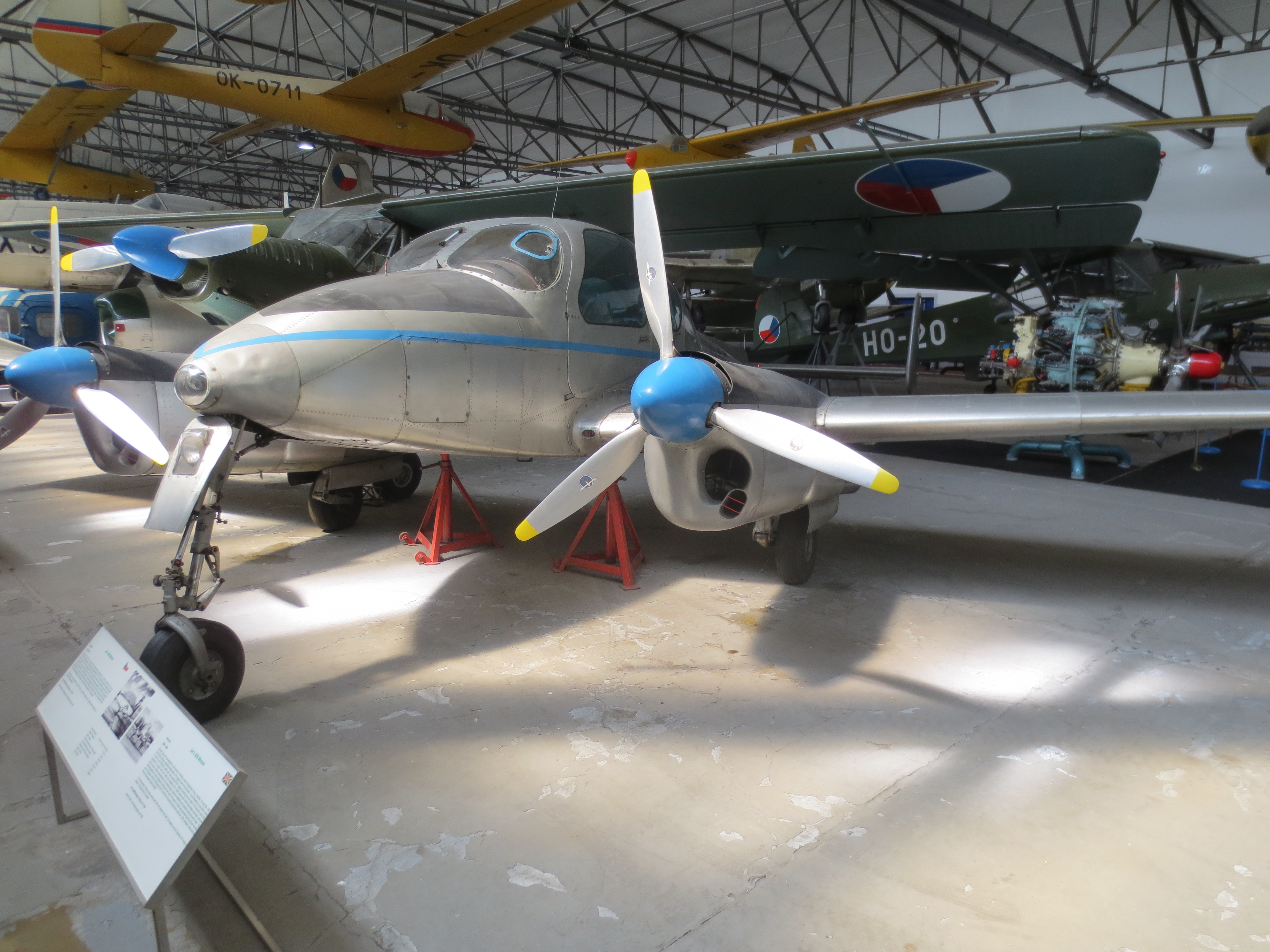
Let L-200 a 2x Walter M-337 (LM Kbely)
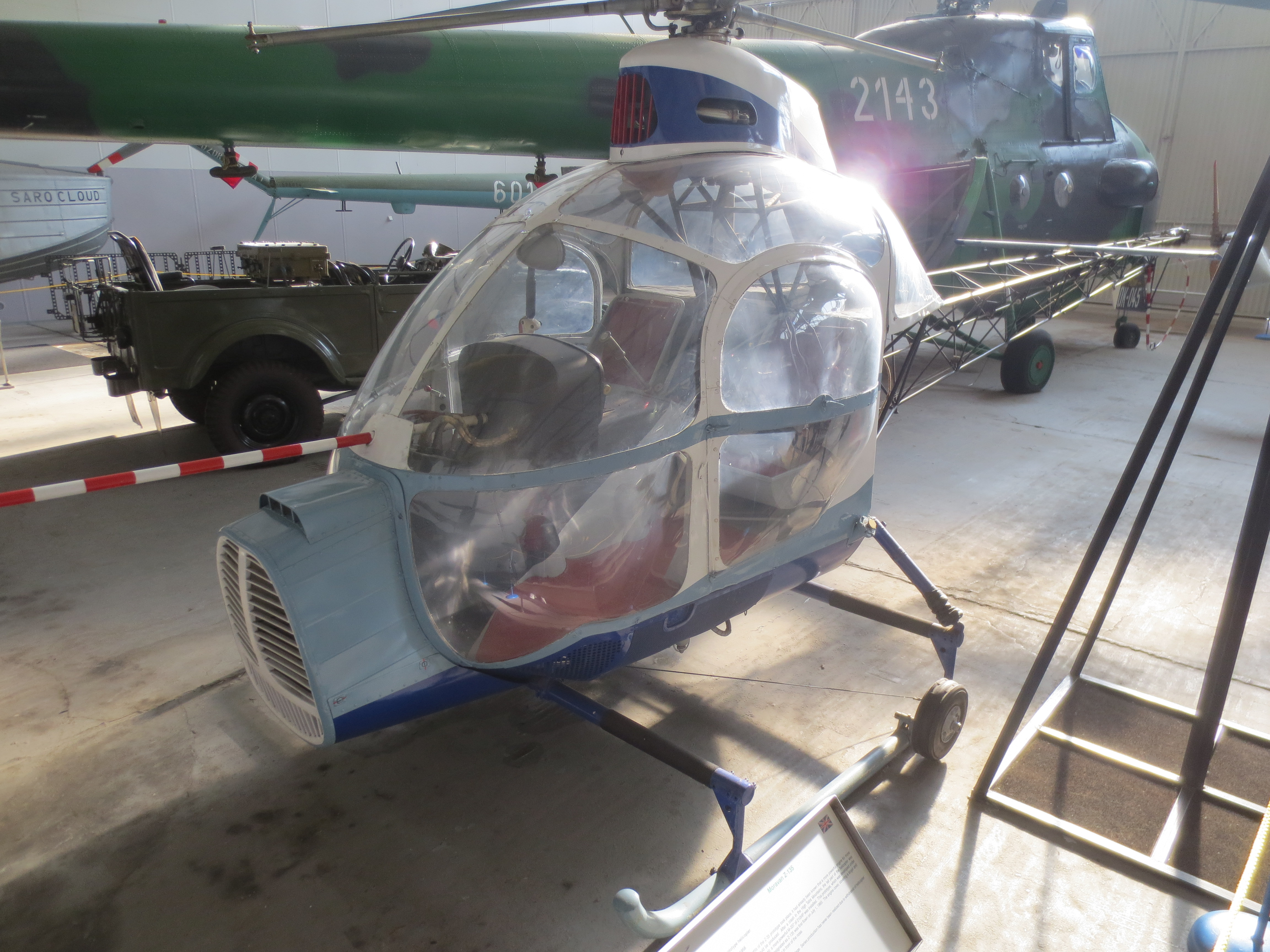
Moravan Z-135
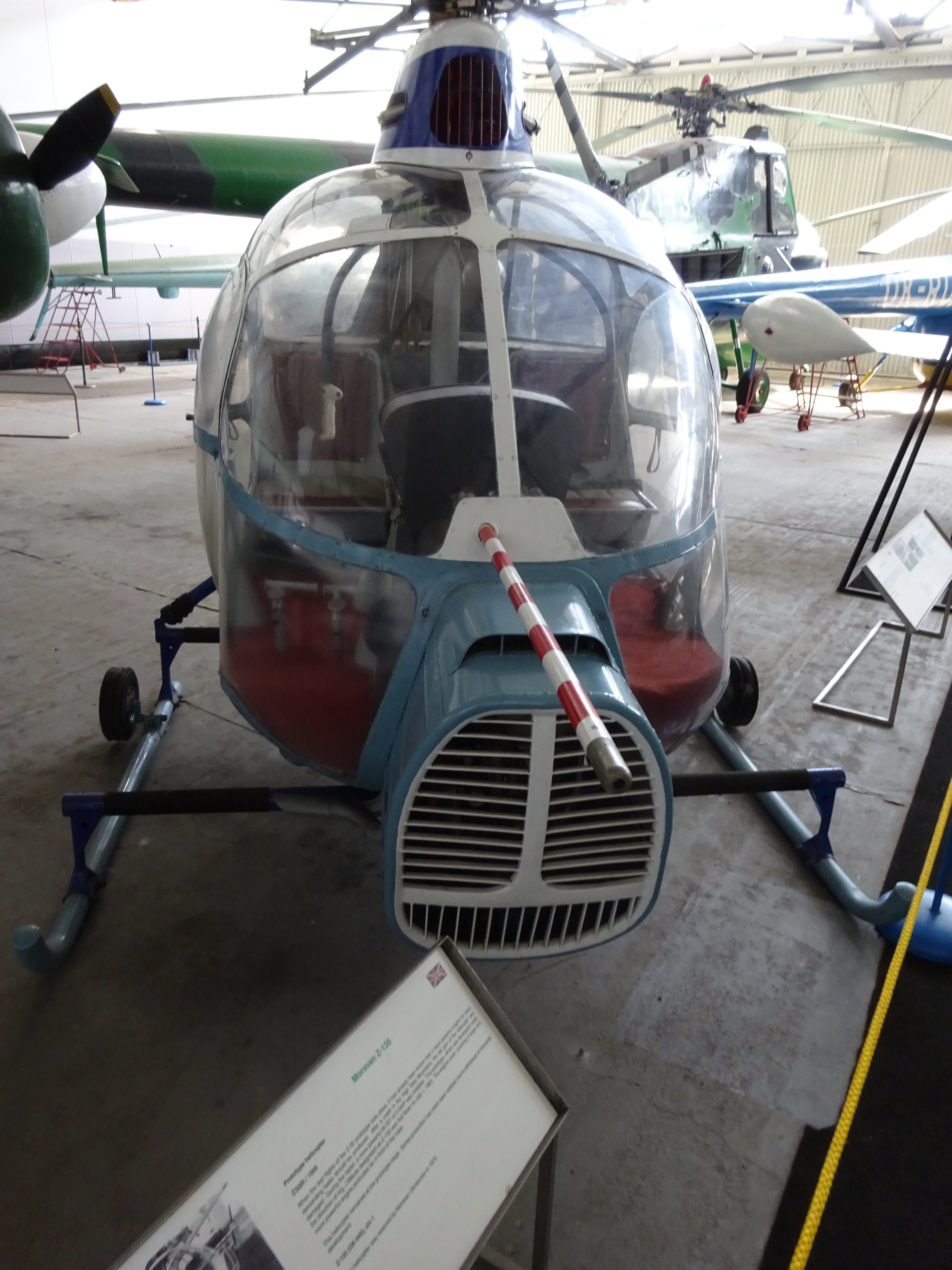
Moravan Z-135, LM Kbely (2023)
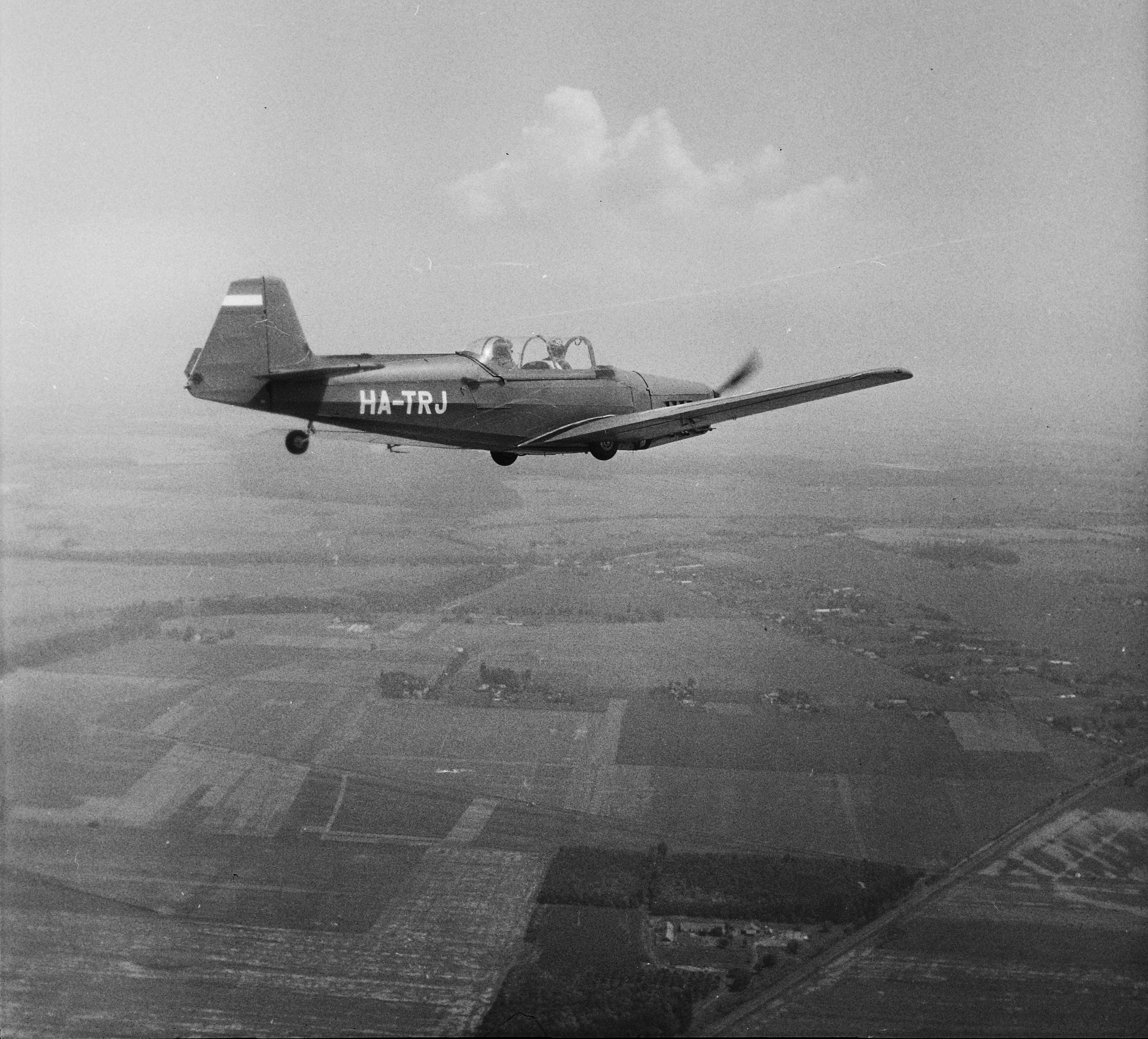
Zlín Z-326 Trenér Master

## Specifikace

### Technické údaje
- Typ: vzduchem chlazený, pístový, invertní, letadlový řadový šestiválec[3][12][15]
- Vrtání: 105 mm
- Zdvih: 115 mm
- Objem válců: 5 975 cm³
- Délka: 1 344 mm
- Šířka: 399 mm
- Výška: 639 mm
- Hmotnost suchého motoru (tj. bez provozních náplní): 140-148 kg

### Součásti
Text kurzívou
- Ventilový rozvod: Jeden sací a jeden výfukový ventil jeden válec, rozvod OHC
- Kompresor: odstředivý mechanický s převodem 1:1 a 4,7:1, později 6,3:1
- Palivová soustava: nízkotlaké vstřikování paliva do sacího potrubí před vstupem do válců
- Předepsané palivo: letecký benzín, 72-78 oktanů
- Spotřeba paliva: 292 g.kW−1·h−1 (215 g·k−1·h−1)
- Mazací soustava: Suchá kliková skříň, tlakové, oběžné
- Chladicí soustava: chlazení vzduchem

### Výkony
- Nominální, jmenovitý výkon: 170 k (125 kW) při 2 600 ot/min
- Maximální (vzletový) výkon: 210 k (154,5 kW) při 2 750 ot/min
- Cestovní výkon: max.: 150 k (110,3 kW) při 2400/1500 ot/min
- Kompresní poměr: 6,35 : 1
- Poměr nom. výkon/objem: 28,5 k/l (20,9 kW/l)
- Poměr max. výkonu k hmotnosti (specifická hmotnost): 1,21 k/kg (1,1 kW/kg)